# 铁卫团
铁卫团（羅馬尼亞語：Garda de fier），是在1927年至1941年间罗马尼亚的一个极右组织。铁卫团的意识形态包括民族主义、法西斯主义、反犹太主义、反共主义等。
在扬·安东内斯库上台继任罗马尼亚总理后，铁卫团分子开始担当政府官员职务，如时任党首霍利亚·西马，任副总理。铁卫团上台后开始公开进行反犹太活动，并且在国内进行各种恐怖活动。安东内斯库开始对铁卫团员怀有不满，在1941年1月将其取缔。

## 历史

### 建立与兴起

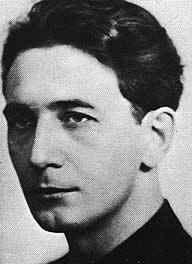
霍利亚·西马

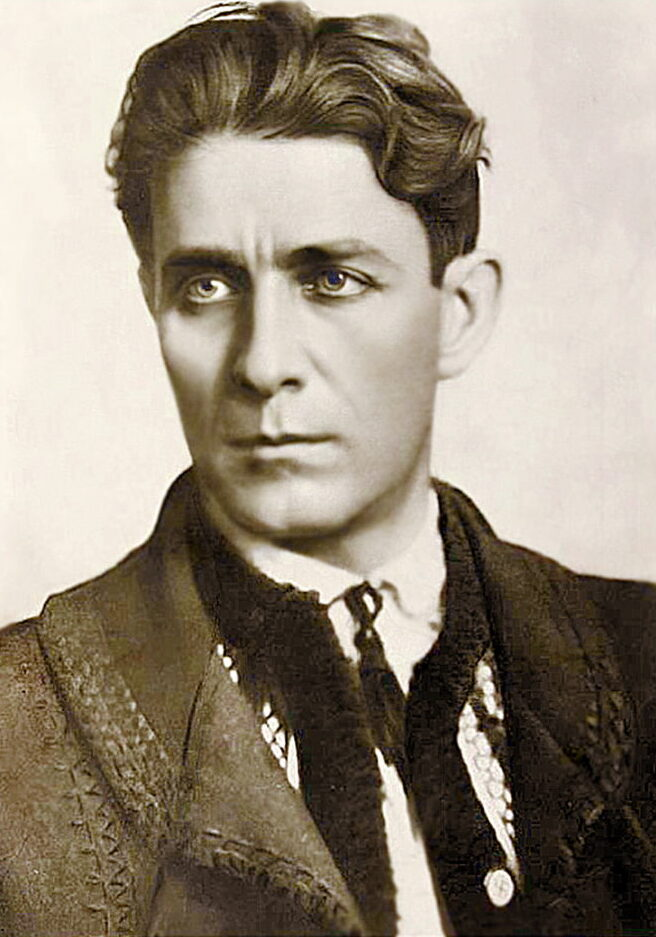
科诺留·泽列亚·科德里亚努，铁卫团创始人

1923年，法西斯主义者科诺留·泽列亚·科德里亚努建立“国家基督教防卫联盟”，并逐渐发展壮大，罗马尼亚民族主义开始被疯狂地传播。1927年，科德里亚努退出此联盟，另立“大天使米哈伊尔军团”，此组织的宗教信仰是罗马尼亚正教会，具有明显的宗教特点，这一点和其它国家的法西斯组织不同。
此组织的支持者依然不断的传播反犹太主义、民族主义、法西斯主义，且其成员大多身着绿色制服，从事各种暗杀行动，且受到德国纳粹主义者支持。1930年，大天使米哈伊尔军团逐渐重组为铁卫团，成为了罗马尼亚境内规模最大的极右翼组织。
1933年12月10日，罗马尼亚国家自由党成员、罗马尼亚总理扬·G·杜卡下令对铁卫团实施禁令，铁卫团转入地下活动。12月29日，将总理扬·G·杜卡刺杀，仅十九日后，再次进入人们的视线。

### 权力斗争
1937年，铁卫团参与罗马尼亚选举，获得了15.5%的选票，名列国家自由党及国家农民党之后。但是罗马尼亚国王卡罗尔二世对非常反对铁卫团的政治手段，1938年2月10日将其强制解散，在9月将科德里亚努等铁卫团头目处决，霍利亚·西马继任党首，铁卫团再次进入地下活动。1940年，扬·安东内斯库上台并罢免了国王卡罗尔二世，改立米哈伊一世。安东内斯库曾是铁卫团成员，他征用了部分铁卫团成员作为内阁成员，使铁卫团重回政坛，霍利亚·西马任副首相。

### 鼎盛與終結

#### 派別內戰
鐵衛團及安東內斯庫的法西斯政府主政下，羅馬尼亞和德國結盟，成為了軸心國成員。鐵衛團在國內進行高壓統治，被指涉及多宗暗殺、掠奪，及屠殺猶太人（共產黨及共濟會成員）等活動。羅馬尼亞的商業和金融部門受到鐵衛團干預。期後，鐵衛團的名聲越來越威脅到安東內斯庫的政權。安東內斯庫與鐵衛團的西馬等人矛盾越發尖銳（例如：「軍團精神」的爭議），最終西馬等鐵衛團成員於1941年1月21日發動叛亂，使得羅馬尼亞陷入大混亂。鐵衛團軍隊和安東內斯庫的政府軍隊進行了戰鬥，並導致國內基礎設施嚴重受損，多處教堂被毀。最終，鐵衛團沒能奪取政權，西馬派逃向德國，鐵衛團覆滅。

#### 二戰之後
1944年，蘇聯攻入羅馬尼亞，羅馬尼亞投降並加入盟軍向德國宣戰。在1944至1947年間，羅馬尼亞建立臨時聯合政府，直至1947年12月親蘇的羅馬尼亞人民共和國正式成立。當年年初，流亡的鐵衛隊領導人及隊員可以返國，但必須與羅馬尼亞共產黨簽署一項秘密協議。馬克思主义執政者尋求那些前法西斯軍人成為暴徒，以恐嚇手段打擊反共的民主人士，作為回國和安排在內政部工作的代價。他們對外宣稱，在罗马尼亚共產黨與軍團之間達“不侵犯條約”共識後數個月，成千上萬的鐵衛兵返回羅馬尼亞並展開工作，對罗马尼亚共產黨統治起了稳定作用。

## 脚注
1. ↑  . Books.google.de.   [2013-05-16]. （原始内容存档于2014-11-13）.
2. ↑  Ioanid, "The Sacralised Politics of the Romanian Iron Guard".
3. ↑  Holocaust Encyclopedia ( （页面存档备份，存于）).
4. 1 2  Behr, Edward Kiss the Hand You Cannot Bite, New York: Villard Books, 1991 p. 111.